# Villa Santa Maria

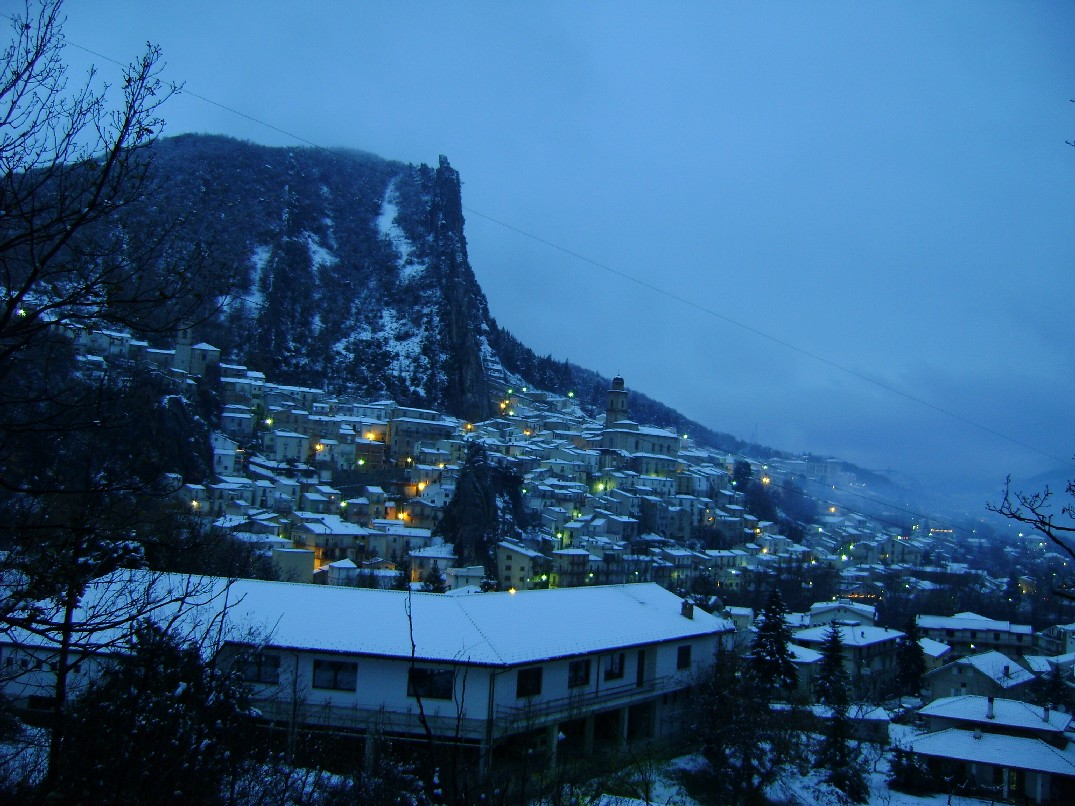
Blick auf Villa Santa Maria im Winter

Villa Santa Maria ist eine italienische Gemeinde (comune) mit 1111 Einwohnern (Stand 31. Dezember 2023) in der Provinz Chieti in den Abruzzen. Die Gemeinde liegt etwa 47 Kilometer südsüdöstlich von Chieti am Sangro und am Lago Sangro.

## Persönlichkeiten
- Franz von Carácciolo (1563–1608), Ordensgründer (Mindere Regularkleriker) und Heiliger
- Pietro Marchitelli (1643–1729), Violinist
- Michele Mascitti (1664–1760), Komponist und Violinist

## Verkehr
Durch die Gemeinde führt die Strada Statale 652 di Fondo Valle Sangro von Cerro al Volturno nach Fossacesia.